# Falcon 9
Falcon 9 är en delvis återanvändbar amerikansk bärraket i två steg designad av SpaceX. Första uppskjutningen gjordes från SLC-40 vid Cape Canaveral Air Force Station den 4 juni 2010. Båda stegen drivs av Merlin raketmotorer som bränner flytande syre (LOX) och raketbränsle (RP-1) som är en mycket raffinerad form av fotogen.
Den första uppskjutningen med människor ombord gjordes den 30 maj 2020, då en Falcon 9-raket sköt upp en Dragon-kapsel på en flygning kallad SpX-DM2.

## Återanvändning

### Landa raketsteg
Efter flera försök att landa raketens första steg på en ombyggd pråm, ett så kallat Autonomous spaceport drone ship (ASDS), ute på Atlanten, som alla slutade med totalförstörda raketsteg, lyckades man den 22 december 2015 landa första steget på land. Den 8 april 2016 lyckades man även landa ett första steg på ett ASDS ute på Atlanten. De flesta av de nästan 500 landningarna har varit till havs på ett ASDS. SpaceX har tre ASDS, Of Course I Still Love You i Kalifornien för uppskjutningar från SLC-4E, Just Read The Instructions och A Shortfall Of Gravitas i Florida för uppskjutningar från SLC-40 och LC-39A. På land finns tre landningsplatser, Landing Zone 1 och 2 i Florida och LZ-4 i Kalifornien.

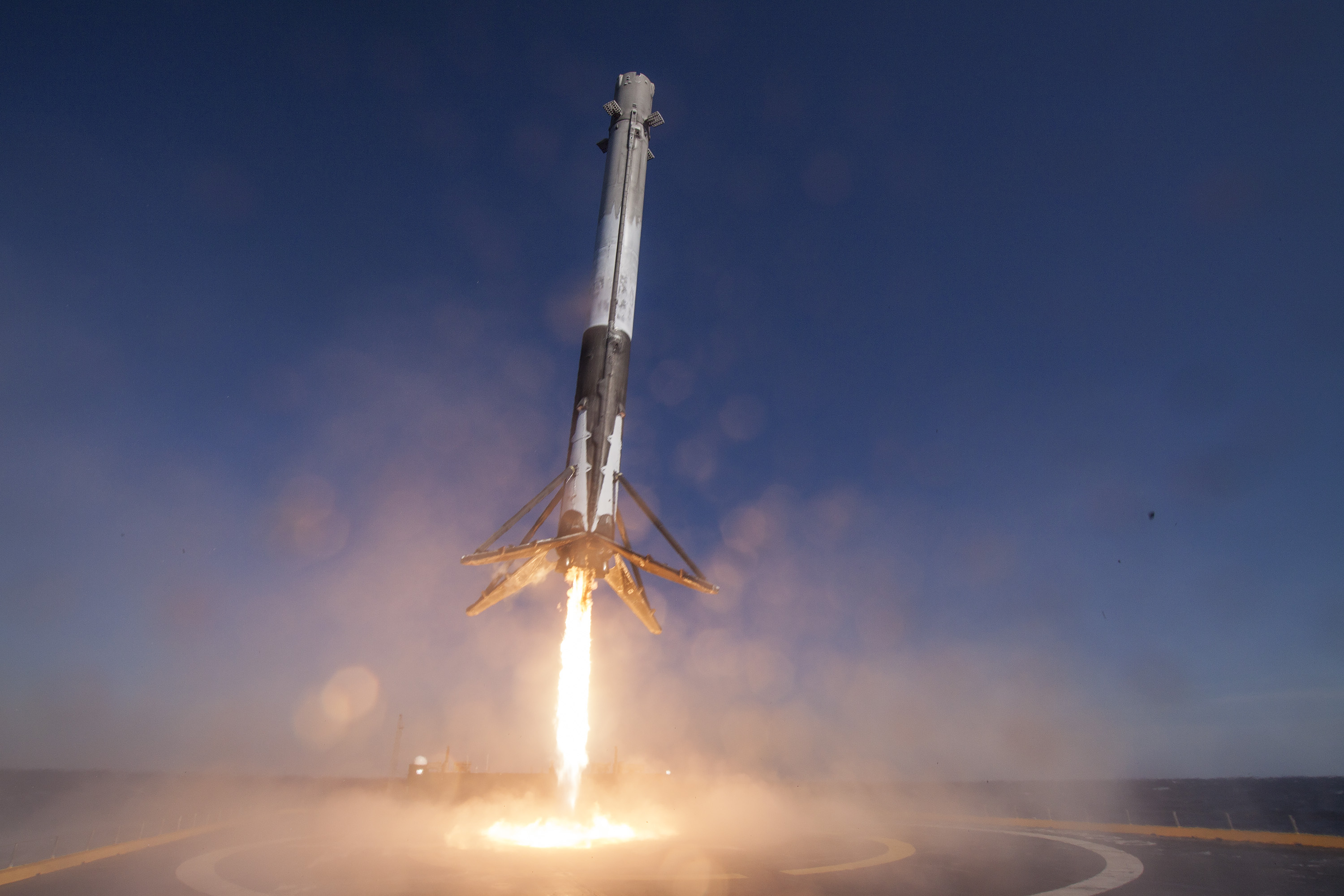
Strax före den första lyckade landningen på pråm (ASDS)

### Återanvända raketsteg
Första steget av Falcon 9 är designad för att vara återanvändbar medan det andra steget inte är det. Den första återanvändningen skedde i mars 2017, stegets andra uppskjutning och landning var lyckad. Den andra återanvändningen skedde i juni 2017 och var också lyckad. Den tredje återanvändningen var i november 2018 och var med en Block 5-variant. Sedan dess har över 400 återanvändningar skett. Över 10 första steg har skjutits upp 20 eller fler gånger och den kortaste tiden mellan uppskjutningar av ett individuellt raketsteg är 9 dagar.

## Varianter

Falcon 9 logga

Arbetet med att förbättra raketen har givit flera versioner av raketen.

### Falcon 9 v1.0
Den första versionen av Falcon 9 användes 5 gånger mellan 4 juni 2010 och 1 mars 2013. Raketen hade en startvikt på 333 400 kg och vid uppskjutning från SLC-40 Cape Canaveral Air Force Station, Florida kunde den placera 10 450 kg i omloppsbana runt jorden.

### Falcon 9 v1.1
Den 29 september 2013 gjordes den första uppskjutningen av version 1.1. Denna version har större lyftförmåga än version 1.0. Den väger 60 % mer än sin föregångare och kan placera 13 150 kg i omloppsbana runt jorden.

### Falcon 9 v1.2 "Full Thrust"
Den 22 december 2015 gjordes den första uppskjutningen av version 1.2. I början av 2017 startade SpaceX göra stegvisa förändringar av Falcon 9 Full Thrust-versionen, kallade dem för "Block 4". Den innehåller inkrementella motorstöduppgraderingar som leder till den slutliga planerade drivkraften för Block 5. Första flygningen av den fullständiga Block 4-designen (första och andra steget) var NASA CRS-12-uppdraget den 14 augusti 2017.

### Falcon 9 Block 5

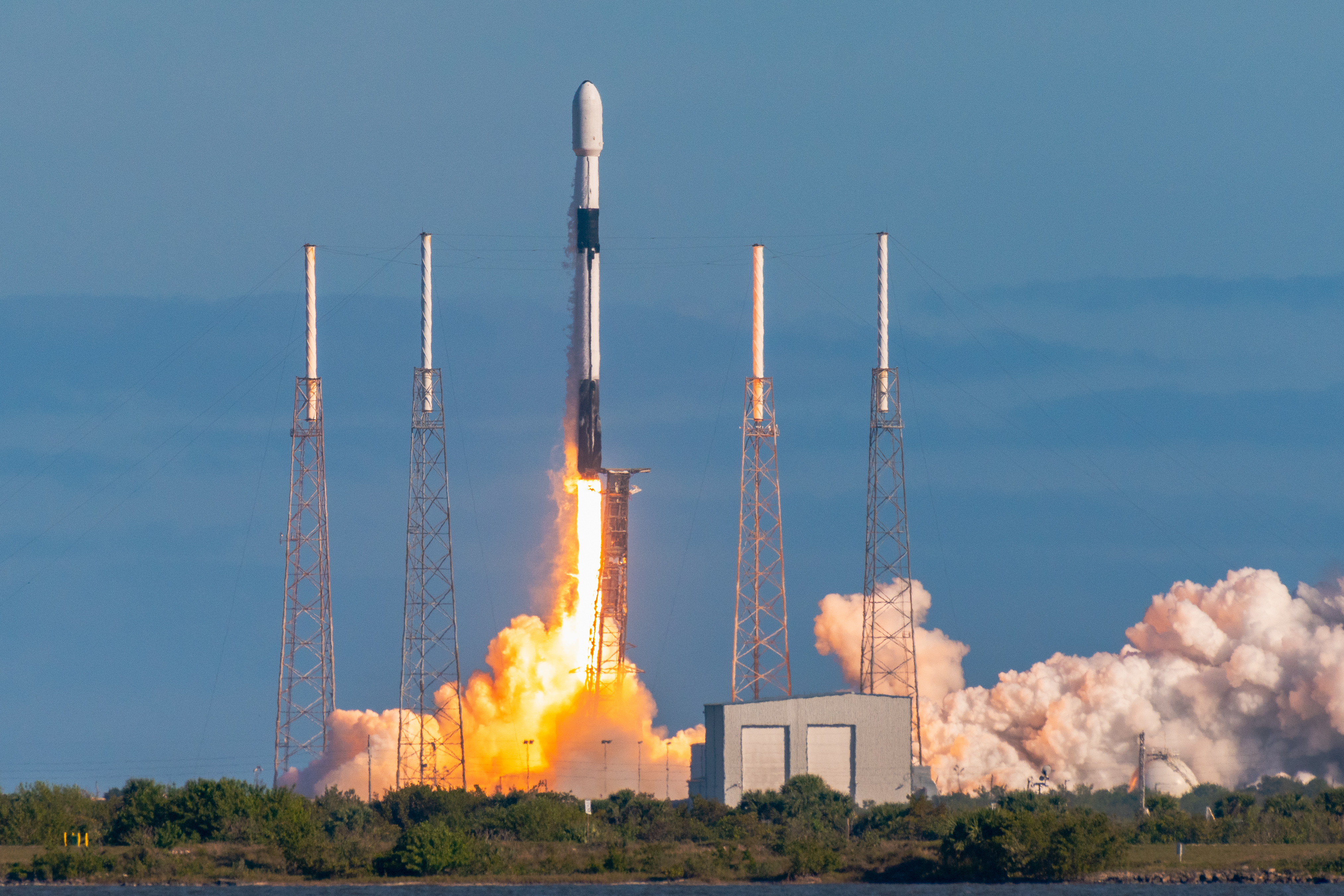
Block 5 första steget B1060 skjuts upp för dess 15:e gång

Är en vidareutveckling av Falcon 9 v1.2. Ändringarna gör bland annat att raketen är säkrare för bemannade uppskjutningar och underlättar för återanvändningen av raketens första steg. Block 5 skiljer sig visuellt från tidigare versioner genom svarta landningsben och mellansteg. Utav över 400 Block 5-uppskjutningar har en varit misslyckad. Alla förutom 2 återanvändningar av Falcon 9 har varit med Block 5. Alla bemannade uppskjutningar har varit med Block 5.

### Falcon Heavy
Falcon Heavys första steg består av tre parallellt sammankopplade första-steg från Falcon 9. Detta ökar maximala nyttolasten till LEO med 41 ton och med 18,4 ton till GTO jämfört med Block 5.

### Falcon 9 Air
Falcon 9 Air var en föreslagen variant av Falcon 9. Planen var att avfyra raketen från ett flygplan på hög höjd.

## Haveri och incidenter
CRS-7, den nittonde uppskjutningen av en Falcon 9, den 28 juni 2015, slutade i haveri efter 2 minuter och 19 sekunder. Nyttolasten bestod av en SpaceX Dragon med förnödenheter för den internationella rymdstationen.
Ett andra haveri skedde den 1 september 2016 under ett rutintest av raketen. Ett fel i raketens andra steg gav upphov till en explosion som ledde till att hela raketen och dess nyttolast, satelliten Amos-6 förstördes. Startplattan SLC-40 vid Cape Canaveral skadades allvarligt. Detta ledde till att reparationer behövde göras men i slutet av 2017 var SLC-40 klar att användas igen.
Den 12 juli 2024 under Starlink 9-3, en uppskjutning av 20 av SpaceX:s egna Starlink satelliter, misslyckades andra stegets Merlin Vakuum motor att återstarta för att höja omloppsbanas lägsta punkt. Det var den 354:e uppskjutningen av Falcon 9 och det första misslyckandet med Block 5 varianten.

## Data
| Version             | Falcon 9 v1.0 (avvecklad)    | Falcon 9 v1.1 (avvecklad)    | Falcon 9 v1.2 (avvecklad)          | Falcon 9 Block 4 (avvecklad)                   | Falcon 9 Block 5 (aktiv)                       |
| ------------------- | ---------------------------- | ---------------------------- | ---------------------------------- | ---------------------------------------------- | ---------------------------------------------- |
| Steg 1              | 9 × Merlin 1C                | 9 × Merlin 1D                | 9 × Merlin 1D FT (uppgraderad)     | 9 × Merlin 1D FT (uppgraderad)                 | 9 × Merlin 1D FT                               |
| Steg 2              | 1 × Merlin 1C Vakuum         | 1 × Merlin 1D Vakuum         | 1 × Merlin 1D Vakuum (uppgraderad) | 1 × Merlin 1D Vakuum (uppgraderad)             | 1 × Merlin 1D Vakuum FT                        |
| Max höjd (m)        | 54,9                         | 68,4                         | 70,0                               | 70,0                                           | 70,0                                           |
| Diameter (m)        | 3,66                         | 3,66                         | 3,66                               | 3,66                                           | 3,66                                           |
| Noskon diameter (m) | -                            | 5,2                          | 5,2                                | 5,2                                            | 5,2                                            |
| Kraft (kN)          | 3 807                        | 5 885                        | 6 806                              | ?                                              | 7607                                           |
| Massa (ton)         | 333                          | 506                          | 541                                | 541                                            | 549                                            |
| Last till LEO (kg)  | 10 450 (från Cape Canaveral) | 13 150 (från Cape Canaveral) | 22 800 (från Cape Canaveral)       | 22 800 (från Cape Canaveral)                   | 22 800                                         |
| Last till GTO (kg)  | 3 400                        | 4 850                        | 8 300                              | 8 300 (ej återanvändbar) 5,500 (återanvändbar) | 8 300 (ej återanvändbar) 5,500 (återanvändbar) |
| Last till TMI (kg)  | ?                            | ?                            | 4 020                              | ?                                              | ?                                              |
| Last till Mars (kg) | ?                            | ?                            | 4 020                              | ?                                              | 4 020                                          |

## Uppskjutningar
Lista över SpaceX raketuppskjutningar